# Chorzele (gromada)
Chorzele – dawna gromada, czyli najmniejsza jednostka podziału terytorialnego Polskiej Rzeczypospolitej Ludowej w latach 1954–1972.
Gromady, z gromadzkimi radami narodowymi (GRN) jako organami władzy najniższego stopnia na wsi, funkcjonowały od reformy reorganizującej administrację wiejską przeprowadzonej jesienią 1954 do momentu ich zniesienia z dniem 1 stycznia 1973, tym samym wypierając organizację gminną w latach 1954–1972.
Gromadę Chorzele z siedzibą GRN w mieście Chorzele (nie wchodzącym w jej skład) utworzono – jako jedną z 8759 gromad na obszarze Polski – w powiecie przasnyskim w woj. warszawskim, na mocy uchwały nr VI/10/16/54 WRN w Warszawie z dnia 5 października 1954. W skład jednostki weszły obszary dotychczasowych gromad Bagienice Wielkie, Brzeski-Kołaki i Rembielin, ponadto wieś Bogdany Wielkie, weś Bogdany Chmielowo i wieś Rapaty Sulimy z dotychczasowej gromady Kwiatkowo oraz wieś Bobry z dotychczasowej gromady Dąbrówka Ostrowska ze zniesionej gminy Krzynowłoga Wielka w tymże powiecie. Dla gromady ustalono 12 członków gromadzkiej rady narodowej.
31 grudnia 1959 do gromady Chorzele przyłączono obszary zniesionych gromad: Rachujka (bez wsi Poścień) i Połoń (bez wsi Małowidz i Ulatowo Słabogóra) w tymże powiecie.
Gromada przetrwała do końca 1972 roku, czyli do kolejnej reformy gminnej. 1 stycznia 1973 w powiecie przasnyskim utworzono gminę Chorzele.